# Alien Shooter
Alien Shooter — аркадна відеогра, шутер від третьої особи в ізометричній перспективі, розроблений і виданий російською компанією Sigma Team у 2003 році для Windows. У 2013 була портована на Android і iOS, у 2015 — на PlayStation Vita, а в 2016 — на PlayStation 3 і PlayStation 4.

## Ігровий процес

Десантник в бою з ворогами

Гравець керує десантником, що подорожує ігровими рівнями, знищуючи численних ворогів шляхом стрілянини. Періодично необхідно виконати так завдання як закласти вибухівку, полагодити електропостачання тощо. Персонаж гравця володіє параметрами: запасом здоров'я, силою, швидкістю і влучністю. Він здатний нести броню, кілька видів зброї та боєприпаси до неї. Максимальний обсяг боєприпасів залежить від сили персонажа. У грі передбачено два режими — сюжетна кампанія з 10-и рівнів та і режим виживання, де гравцеві належить якомога довше вижити на єдиному рівні.
На початку гравець може обрати стать десантника, при цьому чоловік витриваліший і сильніший, але повільний і менш влучний, жінка навпаки швидка і влучна, але менш витривала та сильна. Рівні переважно складаються з кімнат і коридорів, наповнених чудовиськами. Вороги представлені істотами кількох видів, урізноманітнених забарвленням: зелені — звичайні, жовті — витривалі, червоні — швидкі, а сині — дуже витривалі та швидкі. За знищення ворогів нараховуються очки, а також з чудовиськ інколи випадають гроші, боєприпаси, броня та аптечки. Крім того корисні предмети можна отримати, розстрілюючи ящики, або просто в кімнатах. За отримані гроші перед кожним наступним рівнем купуються озброєння, боєприпаси та спорядження, таке як аптечки, ліхтарик, броня, прилад нічного бачення, дрон-помічник, імплантати, котрі підвищують характеристики персонажа і додаткові життя. Унікальний предмет, який неможливо купити — захисна сфера, котра на кілька секунд огортає бійця непробивним силовим полем. Деякі предмети оточення руйновані, наприклад, підірвавши газовий балон, можна знищити групу ворогів або пробити прохід до сховку з аптечками. На вибір гравця, можна обрати в налаштуваннях колір крові ворогів — червоний або зелений.
У режимі виживання десантник перебуває на рівні, де постійно з'являються вороги. З них випадають зброя, боєприпаси, броня, аптечки та інше спорядження.

## Сюжет
Десантник прибуває до лабораторії корпорації «М. А.Г. М.А.», де стався невідомий інцидент. Підірвавши газові балони, він пробирається всередину, де виявляє мертвих охоронців. Невдовзі десантник стикається з численними чудовиськами, що вилазять з тріщин у стінах. Розшукавши динаміт, він завалює тріщини та просувається вглиб лабораторії. З часом боєць зустрічає нові види чудовиськ і виявляє хімікати, які змушують їх мутувати. Спускаючись усе глибше, він бачить клонувальні станції та озброєних чудовиськ, які захопили контроль над лабораторією. Йому вдається знищити телепорти, якими істоти переносяться з нижніх рівнів лабораторії, після чого знайти місце, де істот було створено. Знищивши його, десантник усуває тим самим загрозу. Проте одна особина вибирається на поверхню і тікає.

## Доповнення
- Alien Shooter: Fight for Life — видане в 2004 році, продовжує гру 5-ма рівнями та сюжетом по пошуки зразка вірусу, здатного вбити чудовиськ «М. А.Г. М.А.», які поширюються по світу.
- Alien Shooter: The Experiment — видане в 2005 році, містить 5 нових рівнів, нові елементи оточення, музику та ворогів. Сюжет присвячений боротьбі з істотами, які були призначені знищити творінь «М. А.Г. М.А.», але потрапили під їх контроль.
- Theseus — Return of the Hero — видане в 2005 році самостійне доповнення, присвячене боротьбі з чудовиськами в окремому місті. В доповненні наявні нові вороги.

## Перевидання
- Alien Shooter: Revisited — перевидання гри, засноване на рушієві Alien Shooter 2, видане 15 квітня 2009 року. Має покращену графіку, вдосконалений інтерфейс, додаткових персонажів та розширений режим виживання[3].

## Оцінки й відгуки
GameSpot гру було оцінено в 6,4 бали з 10 із зауваженням, що Alien Shooter має дуже активні перестрілки і підходящий саундтрек, проте переміщення персонажа незграбне, більшості зброї не вистачає забійності, а ізометрична перспектива швидше заважає, ніж робить гру простішою.
Absolute Games високо оцінили простий захопливий геймплей і достатню тривалість гри, в той же час відмітили не завжди якісну графіку, спірні RPG-елементи і нав'язування застосування певної зброї.